# Region Siparia
Siparia – jeden z dziewięciu regionów Trynidadu i Tobago, o powierzchni 510.48 km². Siedzibą władz jest Siparia.

## Największe miasta
- Siparia
- Cedros
- Fyzabad
- La Brea
- Santa Flora